# Muhtar Tileuberdi
Muhtar Beskenuly Tileuberdi (in kazako Мұхтар Бескенұлы Тілеуберді?; Aksu, 30 giugno 1968) è un politico e diplomatico kazako, ministro degli Esteri del Kazakistan dal 18 settembre 2019.

## Biografia
Nato nel 1968 nel villaggio di Aksu, nella regione del Kazakistan Meridionale (già parte della RSS Kazaka), si è laureato in filosofia presso l'Università statale kazaka "Kirov" (oggi Università nazionale del Kazakistan "Al-Farabi"), e ha in seguito iniziato a lavorare per i dipartimenti di Storia della Filosofia e Filologia cinese del medesimo ateneo.

### Carriera politico-diplomatica
Dopo aver intrapreso la carriera diplomatica, è stato nominato ambasciatore kazako in Malaysia nell'agosto 2004, con contestuale accreditamento in Indonesia, Brunei e Filippine (marzo 2005). È stato inoltre ambasciatore in Svizzera (luglio 2009) con accreditamento presso il Liechtenstein e il Vaticano. È stato infine rappresentante permanente del Kazakistan presso l'Ufficio delle Nazioni Unite e altre organizzazioni internazionali a Ginevra.
Dal 18 settembre 2019 ricopre l'incarico di ministro degli Affari Esteri.